# Cougaing
Der Cougaing ist ein kleiner Fluss im Süden von Frankreich, der im Département Aude der Region Okzitanien südwestlich der Stadt Carcassonne verläuft.

## Geografie

### Verlauf
Der Cougaing entspringt im südwestlichen Gemeindegebiet von Saint-Couat-du-Razès, entwässert generell Richtung Nordost und mündet nach rund 17 Kilometern im Gemeindegebiet von Limoux als linker Nebenfluss in die Aude.

### Orte am Fluss
(Reihenfolge in Fließrichtung)
- Saint-Couat-du-Razès
- Castelreng
- La Digne-d’Amont
- La Digne-d’Aval
- Limoux